# Камнелазы (род жуков)
Камнелазы (лат. Lithocharis) — род стафилинид из подсемейства Paederinae.

## Описание
Глаза равные по длине вискам. Переднегрудь без эпимер, со свободными дыхальцами. Голова личинок между верхними челюстями с восемью зубцами

## Систематика
К роду относятся:
- вид: Lithocharis nigriceps (Kraatz, 1859)
- вид: Lithocharis ochracea (Gravenhorst, 1802)
- вид: Lithocharis vilis Kraatz, 1859